# Выборы губернатора Ямало-Ненецкого автономного округа (1996)
Первые выборы губернатора Ямало-Ненецкого автономного округа состоялись в Ямало-Ненецком автономном округе 13 октября 1996 года в период выборов глав регионов. Победу во всех городах и районах региона одержал действующий глава администрации Ямало-Ненецкого автономного округа, член политического движения «Наш дом — Россия» Юрий Неёлов, который набрал 68,88 % голосов избирателей. Второе место занял депутат Государственной думы Владимир Гоман, набрав 22,77 % голосов.

## Проведение
На основании постановления Государственной Думы Ямало-Ненецкого автономного округа 6 июля 1996 года и указа президента России «О выборах глав исполнительной власти Тюменской области, Ханты-Мансийского и Ямало-Ненецкого автономных округов» от 13 сентября 1996 года дата губернаторских выборов была назначена на октябрь 1996 года.
К 26 сентября 1996 года на выборы были выдвинуты четыре кандидата: депутат Государственной думы от Ямало-Ненецкого одномандатного избирательного округа № 225 Владимир Гоман, предприниматель Геннадий Кудрявцев, заместитель директора Салехардского филиала авиакомпании «Тюменьавиатранс» Василий Крюк и действующий губернатор Ямало-Ненецкого автономного округа Юрий Неёлов, кандидатуру которого поддержал Президиум Общероссийского координационного совета.
Тезисами предвыборной программы Неёлова были отказ от борьбы ради власти, развитие экономики округа, защита интересов коренных малочисленных народов Севера. В свой программе Геннадий Кудрявцев заявлял о таких вопросах, как реорганизация исполнительной власти в округе, развитие инвестиционного климата и экономики, борьба с коррупцией и преступностью, возрождение и всемирная поддержка культурно-исторических традиций малочисленных народов Севера.

## Кандидаты
| Кандидат                       | Деятельность/должность (на момент выдвижения)                                | Субъект выдвижения                   | Статус          |
| ------------------------------ | ---------------------------------------------------------------------------- | ------------------------------------ | --------------- |
| Владимир Владимирович Гоман    | депутат Государственной думы II созыва от Ямало-Ненецкого автономного округа | выдвинут группой граждан             | зарегистрирован |
| Василий Николаевич Крюк        | заместитель директора Салехардского филиала авиакомпании «Тюменьавиатранс»   | выдвинут группой граждан             | зарегистрирован |
| Геннадий Григорьевич Кудрявцев | президент АОЗТ «Корпорация Ямал-Запад»                                       | выдвинут группой граждан             | зарегистрирован |
| Юрий Васильевич Неёлов         | действующий губернатор Ямало-Ненецкого автономного округа                    | Общероссийский координационный совет | зарегистрирован |

## Результаты
| Место                       | Место                       | Кандидат                    | Голосов | %       |
| --------------------------- | --------------------------- | --------------------------- | ------- | ------- |
|                             | 1.                          | Юрий Неёлов                 | 103 256 | 68,88 % |
|                             | 2.                          | Владимир Гоман              | 34 133  | 22,77 % |
|                             | 3.                          | Геннадий Кудрявцев          | 2922    | 1,95 %  |
|                             | 4.                          | Василий Крюк                | 751     | 0,50 %  |
| Против всех                 | Против всех                 | Против всех                 | 6222    | 4,15 %  |
| Действительных бюллетеней   | Действительных бюллетеней   | Действительных бюллетеней   | 147 284 | 98,25 % |
| Недействительных бюллетеней | Недействительных бюллетеней | Недействительных бюллетеней | 2621    | 1,75 %  |
| Всего                       | Всего                       | Всего                       | 149 905 | 100 %   |
| Общее число избирателей     | Общее число избирателей     | Общее число избирателей     | 305 894 |         |